# Lourdes Cruz
Lourdes Cruz, née Lourdes Jansuy en 1942, est une biochimiste des Philippines dont les recherches contribuent à la compréhension de la biochimie et des peptides toxiques du venin des  Conus (escargots marins), des études qui permettent indirectement de mieux comprendre les circuits du corps humain et d'élaborer de nouveaux médicaments.

## Biographie
Son père est chimiste, sa mère dentiste, mais elle renonce à cette activité pour se consacrer à leurs  huit enfants. « Le fauteuil du patient et ses anciens instruments étaient entreposés dans le sous-sol de la maison. Vous imaginez combien nous avons mimé de séances d'arrachage de dents ». Elle est la cinquième de la fratrie. Ses parents accordent une grande importance à l’éducation et à l’acquisition de connaissances, pour les garçons comme pour les filles, avec un intérêt particulier pour l’expérimentation scientifique : « on pressait des plantes pour inventer des concoctions, on tentait de fabriquer des parfums avec des fleurs de jasmin, on testait un vernis pour les ongles, on fabriquait de la colle, on disséquait des insectes... ».
À l'université, elle opte pour la chimie, comme son père. Elle entre à l'Institut international de recherche sur le riz. Puis elle poursuit son cursus aux États-Unis, à l'université de l'Iowa, où elle passe un doctorat et se passionne pour la recherche. Elle intègre une équipe de chercheur constituée par le chimiste philippo-américain Baldomero Olivera (en), connu pour ses recherches sur l’ADN, et installé aux États-Unis. .
Elle décide avec son accord de s’installer aux Philippines, où elle dirige un laboratoire universitaire travaillant de concert avec l’équipe de  Baldomero Olivera, même si, lors de son retour à Manille, elle constate  sur place le manque de moyens, les pannes de courant et le poids de la bureaucratie. Le département sciences de l'université des Philippines, bien que sous-équipé est en pointe sur les recherches dans l'univers marin. Elle enseigne également, en tant que maître de conférences en 1970 puis professeure en 1977, à l'université des Philippines.
La caractérisation de plus de 50 peptides biologiquement actifs de venin de l'escargot a été rendue possible, en partie, par les travaux conjoints des équipes de Baldomero Olivera et de Lourdes Cruz. Ces études ont porté également sur l’action des conotoxines sur le cerveau humain et sur le système neuromusculaire.
D’autres laboratoires se sont peu à peu intéressés à leurs travaux. De nouveaux médicaments, appelés ziconotides, sont issus de ces recherches. Les applications  thérapeutiques sont multiples : traitement de la douleur, épilepsie, tuberculose, scléroses, maladie d'Alzheimer... Le Prialt, autorisé aux États-Unis en 2004, est par exemple un des produits issus des recherches sur le venin des escargots marins. C’est un analgésique mille fois plus puissant que la morphine, sans effet d'accoutumance.
En 1986, elle est élue à l'Académie des sciences et technologies des Philippines. En 2008, elle reçoit le titre honorifique de scientifique nationale, et en 2010, elle se voit décerner le prix Unesco L'Oréal.